# A magyar labdarúgó-válogatott mérkőzései 1984-ben
A magyar labdarúgó-válogatottnak 1984-ben tizenegy találkozója volt, ebből csak három tétmeccs, a többi barátságos volt.
A világbajnokság selejtezőjének sorsolásán Hollandiával, Ausztriával és Ciprussal kerültünk össze. A rotterdami 2–1-es győzelem értéke később derült ki, a később, 1988-ban Európa-bajnok csapat fele már ekkor pályán volt, többek közt Gullit, van Basten és Rijkaard. Mexikó budapesti győzelme viszont Törőcsik András búcsúját jelentette a válogatottból.
Szövetségi kapitány:
- Mezey György

## Eredmények
581. mérkőzés
| 1984. január 18. |

| Spanyolország | 0–1             | Magyarország |
| ------------- | --------------- | ------------ |
|               | (0–0) Részletek | Garaba 69'   |

| Ramón de Carranza Stadion, Cádiz Nézőszám: 25 000 Játékvezető: Joseph Bertram Worrall (ENG) |

582. mérkőzés
| 1984. március 31. |

| Jugoszlávia                             | 2–1             | Magyarország |
| --------------------------------------- | --------------- | ------------ |
| Djurovszki 67' Radanović 81' (11-esből) | (0–0) Részletek | Gyimesi 86'  |

| Szpartak Stadion, Szabadka Nézőszám: 25 000 Játékvezető: Robert Matušík (TCH) |

583. mérkőzés
| 1984. április 4. |

| Törökország | 0–6             | Magyarország                                              |
| ----------- | --------------- | --------------------------------------------------------- |
|             | (0–2) Részletek | Mészáros 22' 54' Kardos 38' Esterházy 49' 68' Bodonyi 63' |

| Beşiktaş İnönü Stadion, Isztambul Nézőszám: 50 000 Játékvezető: Volker Roth (FRG) |

584. mérkőzés
| 1984. május 23. |

| Magyarország | 0–0       | Norvégia |
| ------------ | --------- | -------- |
|              | Részletek |          |

| Sóstói Stadion, Székesfehérvár Nézőszám: 5 000 Játékvezető: Klaus Scheurell (GDR) |

585. mérkőzés
| 1984. május 31. |

| Magyarország | 1–1             | Spanyolország |
| ------------ | --------------- | ------------- |
| Nagy 47'     | (0–1) Részletek | Rincon 22'    |

| Üllői út, Budapest Nézőszám: 10 000 Játékvezető: Aron Schmidhuber (FRG) |

586. mérkőzés
| 1984. június 6. |

| Belgium                             | 2–2             | Magyarország            |
| ----------------------------------- | --------------- | ----------------------- |
| Ceulemans 18' 89' Czerniatynski 63′ | (1–1) Részletek | Hajszán 43' Nyilasi 59' |

| Heysel Stadion, Brüsszel Nézőszám: 15 000 Játékvezető: Georges Konrath (FRA) |

587. mérkőzés
| 1984. augusztus 22. |

| Magyarország                  | 3–0             | Svájc |
| ----------------------------- | --------------- | ----- |
| Esterházy 71' 83' Bodonyi 87' | (0–0) Részletek |       |

| Népstadion, Budapest Nézőszám: 12 000 Játékvezető: Adolf Prokop (GDR) |

588. mérkőzés
| 1984. augusztus 25. |

| Magyarország | 0–2             | Mexikó              |
| ------------ | --------------- | ------------------- |
|              | (0–1) Részletek | Negrete 30' Boy 52' |

| Népstadion, Budapest Nézőszám: 10 000 Játékvezető: Karl-Heinz Tritschler (FRG) |

589. mérkőzés – vb-selejtező
| 1984. szeptember 26. |

| Magyarország                      | 3–1             | Ausztria      |
| --------------------------------- | --------------- | ------------- |
| Nagy 55' Esterházy 62' Kardos 78' | (0–1) Részletek | Schachner 24' |

| Népstadion, Budapest Nézőszám: 45 000 Játékvezető: Michel Vautrot (FRA) |

590. mérkőzés – vb-selejtező
| 1984. október 17. |

| Hollandia | 1–2             | Magyarország             |
| --------- | --------------- | ------------------------ |
| Kieft 21' | (1–1) Részletek | Détári 26' Esterházy 55' |

| Feijenoord Stadion, Rotterdam Nézőszám: 27 000 Játékvezető: André Daina (SUI) |

591. mérkőzés – vb-selejtező
| 1984. november 17. |

| Ciprus     | 1–2             | Magyarország         |
| ---------- | --------------- | -------------------- |
| Fotisz 28' | (1–0) Részletek | Róth 49' Nyilasi 89' |

| Tszirion Stadion, Limassol Nézőszám: 12 000 Játékvezető: Brian McGinlay (SCO) |